# Chrysopa meyeri
Chrysopa meyeri är en insektsart som beskrevs av Eduard Handschin 1936. Chrysopa meyeri ingår i släktet Chrysopa och familjen guldögonsländor. Inga underarter finns listade i Catalogue of Life.